# Els Delmes (Vilobí d'Onyar)
Els Delmes és una obra del municipi de Vilobí d'Onyar (Selva). Tot i que no tenim gaire informació de la història de l'edifici ens consta que, com el seu nom indica, Els Delmes, fa referència a la seva funció com a lloc de recaptació de l'impost conegut com a delme, és a dir, la desena part de les collites, que subsistí fins al segle xviii. És un edifici que forma part de l'Inventari del Patrimoni Arquitectònic de Catalunya.

## Descripció
Es tracta d'un edifici senzill de planta rectangular, dos pisos i teulada d'una sola vessant amb caiguda a la façana amb ràfec d'una filada de teules. El portal, que es troba a un nivell més alt que el carrer, és rectangular amb llinda i brancals de pedra. Té tres obertures rectangulars horitzontals emmarcades amb pedra i protegides per reixes de ferro forjat. Al costat dret fa mitjera amb una altra casa i a l'esquerre té un mur que per la part de darrere és un porxo de tres arcs de mig punt de rajol que l'uneix amb l'edifici de la rectoria.